# Robe de mariée de Diana Spencer
La robe de mariée de Diana Spencer est une robe de mariée royale portée par Diana Spencer le 29 juillet 1981, lors de son mariage avec Charles, prince de Galles, à la cathédrale Saint-Paul de Londres.

## Description
La création de la robe, confiée à David (en) et Elizabeth Emanuel (en), commence le 10 mars 1981. Elle est confectionnée à Brook Street, dans le plus grand secret, si bien qu'aucun croquis n'est réalisé.
La robe est faire en taffetas de soie couleur ivoire et en dentelle. Le corsage est renforcé par des baleines et orné d'un nœud, tandis que les manches et le col sont agrémentés de rubans. La traîne mesure plus de huit mètres — un record de longueur pour une robe de mariée de la famille royale britannique — et un important voile de tulle complète l'ensemble. Sa valeur est, à l'époque, estimée à 9 000 livres sterling.
Cette robe est devenue l'une des plus célèbres au monde et également l'une des plus copiées. Dans sa chronique pour The New York Times, Suzy Menkes juge l'ensemble « romantique et frais ». Cependant, plusieurs critiques font un parallèle avec une confiserie, évoquant une ressemblance avec une meringue ou une guimauve.